# PowerPC

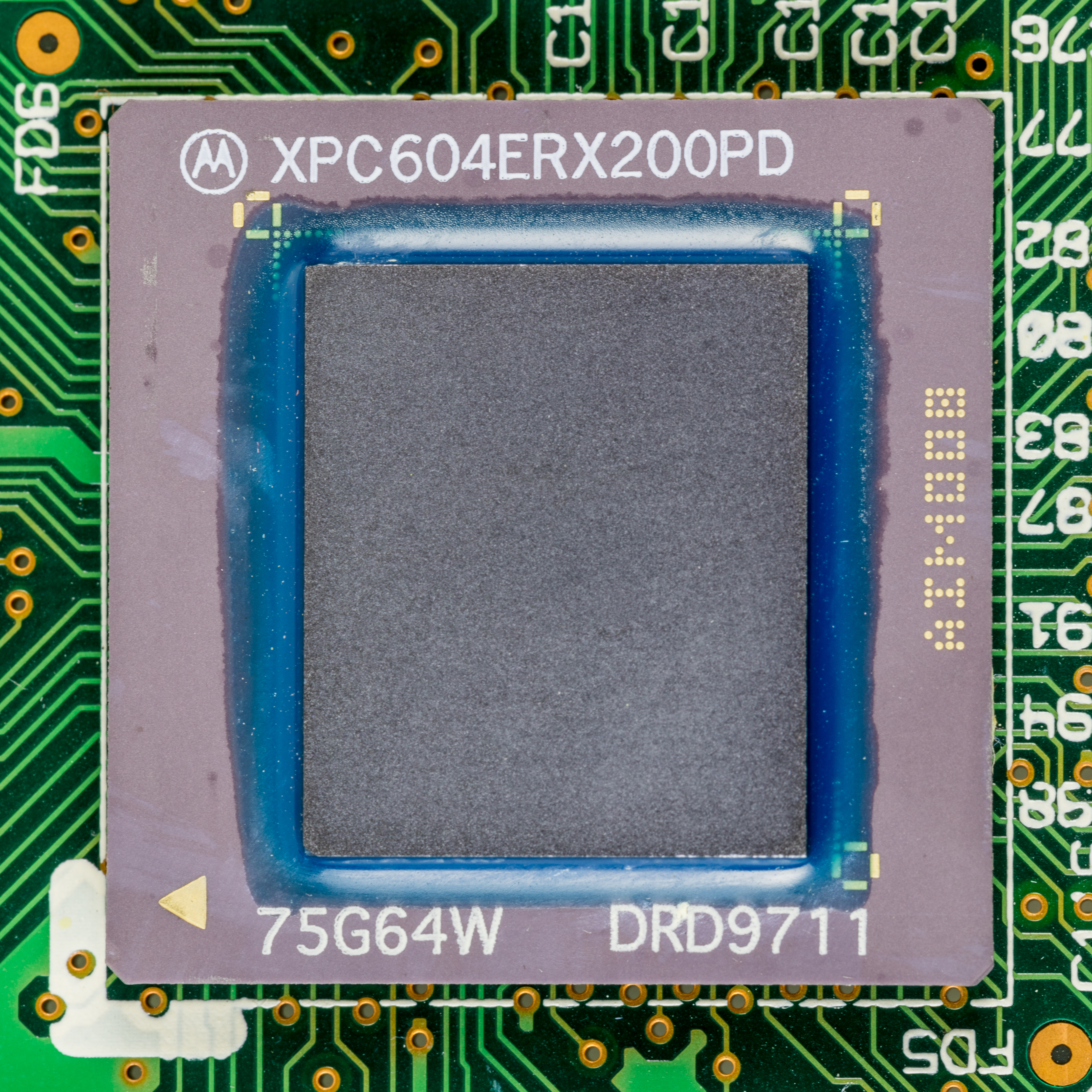
Mikroprocesor PowerPC 604e firmy Motorola

PowerPC – architektura mikroprocesorów typu RISC oraz nazwa handlowa mikroprocesorów zgodnych z tą architekturą.
Architektura mikroprocesora PowerPC została stworzona przez konsorcjum firm Apple-IBM-Motorola znane pod skrótem AIM. Z początku mikroprocesory tej architektury przeznaczone były na rynek komputerów osobistych, z czasem stały się często używanymi w zastosowaniach serwerowych, klastrowych oraz w systemach wbudowanych. Mikroprocesor stał się podstawą opublikowanych przez AIM specyfikacji platform referencyjnych PReP oraz CHRP. Popularność przyniósł mu wybór na CPU komputerów osobistych Macintosh produkowanych przez firmę Apple w latach 1994–2006.
Mikroprocesor stosowany jest także w komputerach Pegasos, AmigaOne (uprzednio w kartach procesorowych dla komputera Amiga), również w kilku projektach komputerów zgodnych Atari Falcon. Na bazie mikroprocesora PowerPC oraz jego sieciowej wersji PowerQUICC zaprojektowano niektóre serie urządzeń sieciowych firmy Cisco. Stosowany jest chętnie w systemach wbudowanych, gdzie używana jest specjalna, nieznacznie różniąca się od oryginalnej w zakresie specyfikacji mikroarchitektury, wersja mikroprocesora.

## Historia

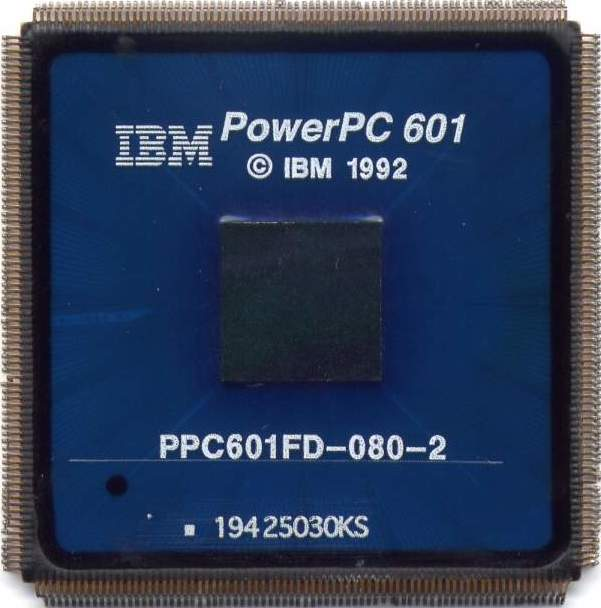
Mikroprocesor PowerPC 601 firmy IBM

### IBM
Historia PowerPC zaczęła się od prototypowego układu IBM 801, który implementował pomysły uważanego przez wielu za ojca mikroarchitektury RISC – Johna Cocke’a. Pochodne układu IBM 801 stosowane były w systemach wbudowanych produkowanych przez IBM. Niewystarczająca wydajność mikroprocesorów wytwarzanych przez IBM skłoniła firmę do uruchomienia projektu budowy najszybszego procesora na rynku. W rezultacie prac otrzymano architekturę POWER wprowadzoną po raz pierwszy do użytku na początku lat 90. XX wieku w systemach RISC System/6000.
Oryginalny mikroprocesor POWER, jedna z pierwszych implementacji superskalarnego procesora RISC, był konstrukcją wieloukładową. Inżynierowie firmy IBM szybko doszli do wniosku, że warto skupić się na budowie jednostki jednoukładowej przy jednoczesnej rezygnacji z kilku nadmiarowych instrukcji procesora.

### AIM Alliance
Niedługo potem firma Apple została włączona do projektu rozwoju rodziny jednoukładowego mikroprocesora opartego na mikroarchitekturze POWER. Apple, jako jeden z największych klientów firmy Motorola zaprosił ją do wspólnych rozmów nad rozwojem mikroarchitektury POWER, co było podyktowane uprzednią, długą współpracą obydwu firm. Powstałe konsorcjum nazwano AIM od początkowych liter nazw Apple-IBM-Motorola.
W tym czasie Motorola posiadała własną architekturę RISC w postaci serii 88000, która jednak nie zdobyła uznania na rynku. Z drugiej strony mikroprocesory serii 88000 były już w produkcji; Data General dostarczał komputery z 88k a Apple posiadał prototypowe wersje maszyn pracujących na bazie tego mikroprocesora.
W rezultacie prac nad architekturą nowego procesora stworzono specyfikację PowerPC (Performance Computing), dzięki której:
- IBM uzyskał wiarygodnego i doświadczonego producenta układów,
- Apple zdobyło dla swoich komputerów jeden z najszybszych procesorów RISC na rynku i wsparcie marketingowe ze względu na światową znajomość marki IBM,
- Motorola uzyskała nowoczesną architekturę procesora RISC i pomoc technologiczną ze strony IBM

Pierwsze urządzenia oparte na PowerPC zostały przyjęte przez rynek z entuzjazmem. Oprócz komputerów Apple Macintosh, zarówno Motorola, jak i IBM dostarczały systemy zbudowane na jego podstawie. Microsoft stworzył wersję Windows NT przeznaczoną dla architektury PowerPC, który był sprzedawany w zestawie z serwerami produkowanymi przez Motorolę, zaś Sun Microsystems wprowadził do sprzedaży przeznaczoną pod ten procesor wersję swojego sztandarowego systemu Solaris OS. IBM przeportował swój system AIX i planował wydać działającą na komputerach z zainstalowanym procesorem PowerPC wersję OS/2. W połowie lat 90. wyniki benchmarków odnoszących się do procesorów architektury PowerPC dawały lepsze rezultaty niż te przeprowadzane dla najszybszych procesorów architektury IA-32.
Zapotrzebowanie na mikroprocesory nowej architektury na maszynach desktopowych nigdy nie osiągnęło spodziewanego poziomu. Po krótkiej obecności na rynku zniknęły napisane pod PowerPC wersje systemów: Windows NT, Solaris OS, OS/2. Fakt ten był spowodowany brakiem dostępności aplikacji możliwych do uruchomienia przy użyciu nowej architektury procesora. Jedynie komputery Macintosh produkowane przez Apple pozostawały wierne mikroprocesorom PowerPC.
W 2004 roku Motorola zaprzestała produkcji układów mikroprocesorowych, przenosząc dział rozwoju i produkcji do wydzielonej spółki pod nazwą Freescale Semiconductor. W tym samym czasie IBM zaprzestał całkowicie produkcji komputerów osobistych (opartych na procesorach architektury IA-32) na rzecz chińskiego producenta Lenovo. IBM skupił się na przeprojektowaniu układu PowerPC zgodnie z oczekiwaniami producentów konsoli do gier, takich jak: Sony PlayStation 3, Nintendo Wii oraz Xbox 360 produkcji Microsoftu.
Na konferencji WWDC 6 czerwca 2005 roku Apple zapowiedziało, że w następnych wersjach komputerów Macintosh będą stosowane jedynie procesory marki Intel w architekturze IA-32. Przejście rozpoczęło się 12 stycznia roku 2006 wraz z ukazaniem się pierwszych iMaców i MacBooków Pro z procesorami Intel Core Duo, a zakończyło się wydaniem systemu 10.6 Snow Leopard w sierpniu 2009, który jako ostatni obsługuje programy dla procesorów PowerPC przy użyciu narzędzia Rosetta.

## Charakterystyka
PowerPC został zaprojektowany zgodnie z filozofią RISC. Mikroarchitektura procesora pozwoliła na zastosowanie superskalarności. Obecnie w użyciu znajdują się zarówno wersje 64-bitowe, jak i 32-bitowe procesora. W stosunku do architektury POWER w PowerPC wprowadzono:
- Obsługa trybów Big Endian oraz Little Endian, które mogą być przełączane w trakcie pracy procesora. Obsługa ta została zarzucona w PowerPC G5,
- Uzupełnienie operacji na danych zmiennoprzecinkowych podwójnej precyzji o operacje na danych zmiennoprzecinkowych pojedynczej precyzji,
- Kompletna specyfikacja 64-bitowej architektury,
- Usunięcie niektórych, rzadko używanych, instrukcji procesora POWER.

### Big endian/Little endian
Niektóre z układów PowerPC produkcji IBM przeznaczonych na rynek systemów wbudowanych posiadają bit kolejności bajtowej dla każdej obsługiwanej strony pamięci. Poniższy opis nie odnosi się do tych układów.
Większość z dostępnych układów PowerPC może przełączać tryb kolejności bajtów pamięci (ang. endianess) za pomocą bitu w rejestrze MSR. Osobny bit w tym rejestrze odpowiada za kolejność bajtów w przypadku pracy procesora w trybie nadzorcy. Procesor po inicjalizacji startuje w trybie big endian, a tablica stron pamięci dla TLB zawsze przechowuje dane w trybie big endian.
Systemy komputerowe firm Matrox oraz Mercury Computer Systems wykorzystują PowerPC działający w trybie little endian. Wynika to z faktu, że układ PowerPC pracuje w tych systemach jako koprocesor na szynie PCI i współdzieli dane z głównym procesorem zgodnym z mikroarchitekturą IA-32. Zarówno systemy Sun Solaris, jak i Windows NT w wersji dla układów PowerPC używały tego procesora w trybie little endian.

### Rejestry wewnętrzne
Poniższa tabela prezentuje rejestry jednostki stałopozycyjnej mikroprocesora PowerPC (wspólne dla wszystkich wersji)
| Nazwa rejestru                                      | Opis rejestru                                                                                         | Uwagi |
| r0                                                  | Rejestr ogólnego przeznaczenia                                                                        | Specjalny tryb użycia dla niektórych dyrektyw asemblera                                                   |
| r1                                                  | Rejestr ogólnego przeznaczenia.                                                                       | W niektórych ABI wykorzystywany jako wskaźnik stosu                                                       |
| r2-r31                                              | Rejestry ogólnego przeznaczenia                                                                       | ABI definiuje sposób ich użycia                                                                           |
| CR (Condition Register)                             | Obsługa dyrektyw warunkowych                                                                          | Dostępny jako 8 niezależnych, 4-bitowych pól                                                              |
| CTR (CounTer Register)                              | Licznik                                                                                               | Używany w pętlach                                                                                         |
| LR (Link Register)                                  | Obsługa powrotu z procedury                                                                           | – |
| XER (eXcEption Register)                            | Wykrywanie sytuacji wyjątkowych związanych z operacjami algebraicznymi (przepełnienie, przeniesienie) | – |
| MSR (Machine State Register)                        | Kontrola stanu mikroprocesora. Obsługa stanu translacji pamięci, przerwań itp.                        | Dostępny z poziomu nadzorcy                                                                               |
| SRR0-SRR1 (Save/Restore Register)                   | Obsługa wyjątków                                                                                      | Dostępny z poziomu nadzorcy                                                                               |
| SPRG0-SPRG3 (Special Purpose ReGister)              | Przeznaczone do użycia przez system operacyjny                                                        | Dostępny z poziomu nadzorcy                                                                               |
| PVR (Processor Version Register)                    | Udostępnia informację o wersji mikroprocesora                                                         | Dostępny z poziomu nadzorcy                                                                               |
| DAR (Data Address Register)                         | Obsługa wyjątków                                                                                      | Tylko dla wyjątków DSI (Data Store Interrupt) oraz ALI (Alignment Interrupt). Dostępny z poziomu nadzorcy |
| DSISR (Data Storage Interrupt Status Register)      | Obsługa wyjątków                                                                                      | Tylko dla wyjątków DSI (Data Store Interrupt) oraz ALI (Alignment Interrupt). Dostępny z poziomu nadzorcy |
| TBR (Time Base Register)                            | Licznik cykli procesora (zwiększający swoją zawartość)                                                | Dostępny z poziomu nadzorcy                                                                               |
| DEC (Decrementer Register)                          | Kontrolowany przez nadzorcę licznik cykli procesora (zmniejszający swoją zawartość)                   | Wywołuje wyjątek DEC przy osiągnięciu wartości 0. Dostępny z poziomu nadzorcy.                            |
| IBAT0-IBAT3 (Instruction Block Address Translation) | Obsługa translacji pamięci dla instrukcji                                                             | Dostępny z poziomu nadzorcy                                                                               |
| DBAT0-DBAT3 (Data Block Address Translation)        | Obsługa translacji pamięci dla danych                                                                 | Dostępny z poziomu nadzorcy                                                                               |

## Licencjobiorcy
Firmy, które produkowały lub wykorzystywały na licencji układy zgodne z architekturą PowerPC.
- Motorola (obecnie Freescale Semiconductor), jako członek konsorcjum AIM
- Nintendo dla procesora w konsolach do gier GameCube, Wii i Wii U
- Sony i Toshiba, dla procesora Cell
- Huawei
- Cisco Systems
- Samsung
- Applied Micro Circuits(inne języki) Corporation (AMCC)
- Microsoft dla Xbox 360
- PA-Semi
- HCL
- Xilinx – układy FPGA Virtex-II Pro posiadają zintegrowany procesor zgodny z wersją embedded IBM PowerPC
- Altera
- Apple Computer

i inni.

## Procesory ogólnego przeznaczenia
- PowerPC G1
  - 601, 601v
- PowerPC G2
  - 602
  - 603, 603e, 603ev
  - 604, 604e, 604ev
  - 620 pierwsza 64-bitowa implementacja
- x704 implementacja w technologii BiCMOS(inne języki) zaprojektowana przez Exponential Technologies
- PowerPC G3
  - 740
  - 745
  - 750 (1997) 233 MHz oraz 266 MHz
  - 755
  - 750CX, 750CXe (2000) 366 MHz – 600 MHz
  - 750FX (2002) 600 MHz – 900 MHz
  - 750GX (2003) 733 MHz – 1,1 GHz
  - 750CL (2006) 400 MHz – 1 GHz, energooszczędna wersja 750GX, według plotek jest to procesor zastosowany w Wii
- PowerPC G4
  - 7400/7410 (PowerPC G4) (1999) do 550 MHz, wyposażona w układ AltiVec, rozszerzenie typu SIMD oryginalnej specyfikacji PowerPC
  - 7450 rodzina procesorów z zegarem do 1,5 GHz i 256 KiB Cache L2 oraz z ulepszonym układem AltiVec (PowerPC G4)
  - 7447/7457 rodzina procesorów z zegarem do 1,8 GHz oraz 512 KiB Cache L2 (PowerPC G4)
  - 7448 rodzina procesorów produkowana w technologii 90nm z 1 MiB Cache L2 (PowerPC G4)
  - 8641S i 8641D jedno- i dwurdzeniowe procesory zbudowane na bazie jądra e600, użytego wcześniej w 7448.
- PowerPC G5 Płyta główna komputera AmigaOne X1000 z zainstalowanym procesorem PA Semi PA6T-1682M

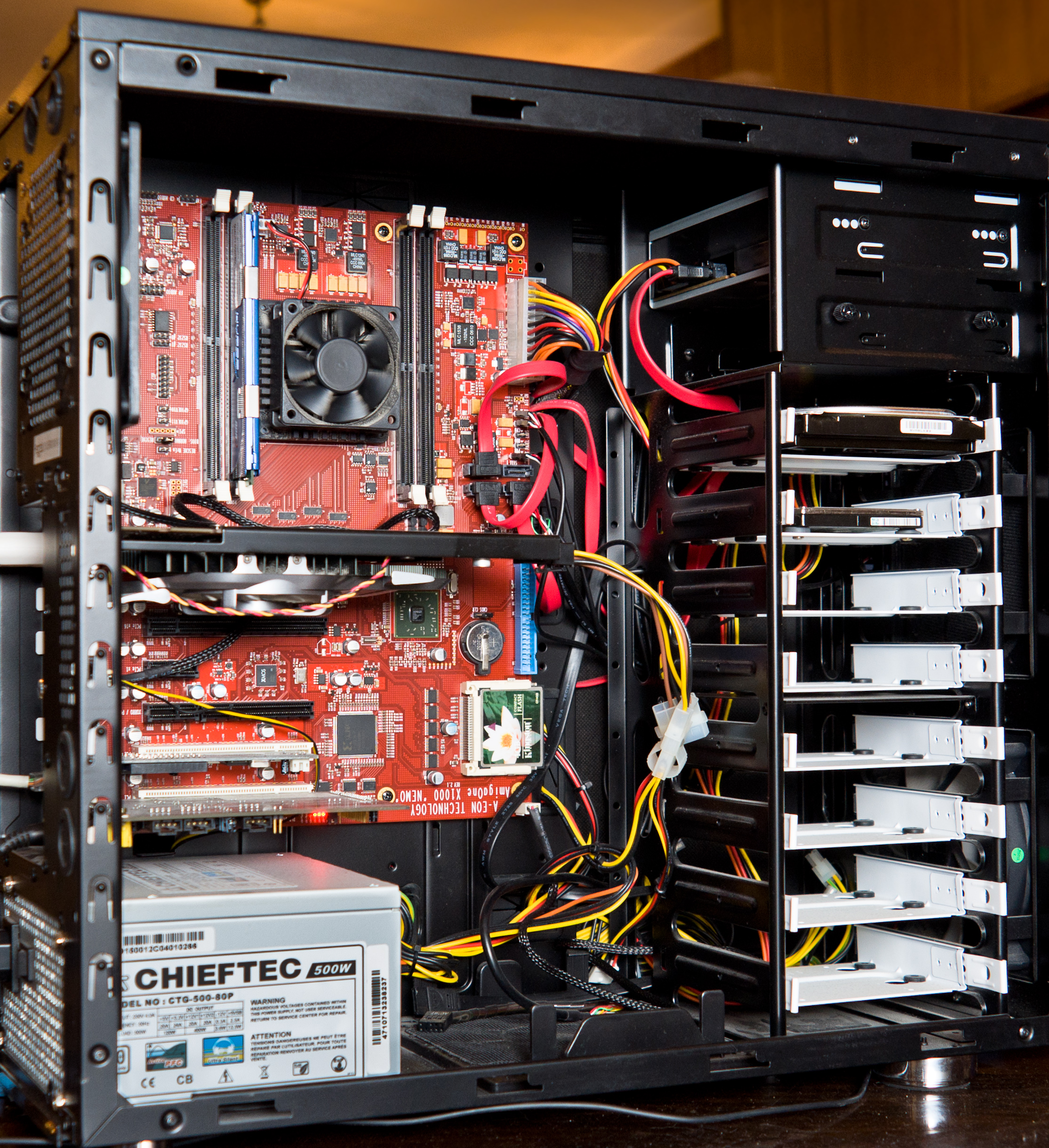
Płyta główna komputera AmigaOne X1000 z zainstalowanym procesorem PA Semi PA6T-1682M

  - 970 (2003) 64-bitowa implementacja oparta na mikroprocesorze IBM POWER4 rozszerzona o jednostkę VMX (kompatybilna z AltiVec jednostka wykonawcza typu SIMD) z 512 KiB Cache L2 z zegarami pracującymi z częstotliwościami 1,4 GHz, 1,6 GHz, 1,8 GHz, 1,9 GHz, 2,0 GHz, 2,1 GHz, 2,3 GHz, 2,5 GHz oraz 2,7 GHz wykonana w technologii 130 nm.
  - 970FX (2001) 512 KiB Cache L2, produkowany w technologii 90 nm.
  - 970GX (2003) 1 MiB Cache L2, nigdy nie wydany.
  - 970MP (2005) z zegarem 1,6–2,5 GHz z 1 MiB Cache L2, pierwszy dwurdzeniowy procesor PowerPC ogólnego przeznaczenia
- Gekko 485 MHz (używany w Nintendo GameCube)
- PA6T-1682M (PWRficient) dwurdzeniowa jednostka pracująca z zegarem 2 GHz

Nowa generacja procesorów PowerPC, o planowanej nazwie POWER6, jest projektowana do pracy z zegarami z zakresu 4–5 GHz oraz udostępni funkcjonalność Simultaneous MultiThreading.

## Procesory dla systemów wbudowanych

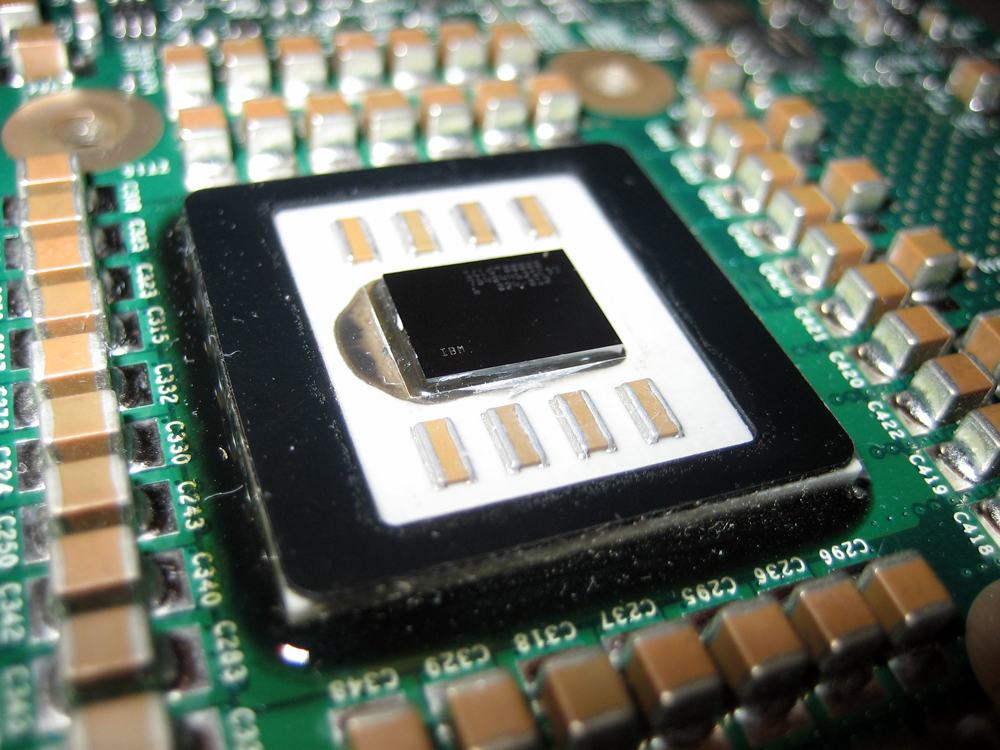
PowerPC IBM 970

### AMCC(inne języki)
- 440SP: 533–667 MHz, 10/100/1G Ethernet, (2) 64bit PCI-X, 32bit PCI-X, XOR engine, 32k L1 Cache.
- 440SPe: 533–667 MHz, 10/100/1G Ethernet, (3) 64bit PCI Express, 64bit PCI-X, XOR engine, 32k L1 Cache.
- 440EPx: 333-667 MHz, (2) 10/100/1G Ethernet, Hardware Security, PCI, DDR-II, FPU, USB 2.0, 32k L1 Cache.
- 440GR: 333-667 MHz, (2) 10/100 Ethernet, (4) UART, (2) IIC, 53 GPIO, SPI, 32k L1 Cache.
- 440GRx: 333-667 MHz, (2) 10/100/1G Ethernet, (4) UART, (2) IIC, 53 GPIO, SPI, DDR-II, Hardware Security, 32 KiB L1 Cache.

### BAE Systems
- RAD750: wersja do celów militarnych i misji kosmicznych, oparta na mikroprocesorze PowerPC 750 ze zwiększoną odpornością na promieniowanie elektromagnetyczne

### Culturecom(inne języki)
- V-Dragon oparta na rdzeniu mikroprocesora PowerPC 405.

### IBM(obecnieAMCC(inne języki))
- 401
- 403: układ MMU dołączony w wersji 403GCX.
- 405: MMU, Ethernet, UART, PCI, SRAM, SDRAM; wersja NPe405 została wzbogacona o nowe urządzenia sieciowe.
- 440xx: seria mikroprocesorów opartych na rdzeniu Book E.
  - 440EP: 333-667 MHz, (2) 10/100 Ethernet, PCI, DDR, FPU, USB 1.1 & 2.0, 32 KiB L1 Cache.
  - 440GP: 400-500 MHz, (2) 10/100 Ethernet, PCI-X, DDR, 32 KiB L1 Cache.
  - 440GX: 533-800 MHz, (2) 10/100 Ethernet, (2) 10/100/1G Ethernet z mechanizmem TCP/IP offload, PCI-X, DDR, 32 KiB L1 Cache

### Motorola(obecnieNXP Semiconductors)
- MPC 860/8xx (PowerQUICC): kontrolery sieciowe i telekomunikacyjne
- MPC 550/5xx (rdzeń 8xx): kontrolery przemysłowe
- MPC 5200/5200B (rdzeń 603e): kontrolery przemysłowe
- MPC 8260/82xx (PowerQUICC II) rdzeń 603, kontrolery sieciowe i telekomunikacyjne z wbudowaną w układ wysokowydajną, przełączaną szyną danych.
- MPC 8560/85xx (PowerQUICC III) rdzeń procesora PowerPC Book E, kontrolery sieciowe i telekomunikacyjne z wbudowaną w układ wysokowydajną, przełączaną szyną danych.

### PA Semi
- PA6T-1682M (PWRficient): dwurdzeniowa jednostka pracująca z częstotliwością zegara 2 GHz (nigdy nie wprowadzona do sprzedaży)

### Xilinx
- Virtex-II Pro i Virtex-4, układy FPGA zawierające do czterech rdzeni PowerPC 405.
- Virtex-5, układy FPGA zawierające co najwyżej dwa rdzenie PowerPC 440(inne języki).